# Лукач, Дьёрдь
Дьёрдь Бернат Лукач Сегедский (венг. Szegedi Lukács György Bernát, наст. имя Дьёрдь Бернат Лёвингер, венг. Löwinger György Bernát; в годы жизни в СССР — Георгий Осипович Лукач; 13 апреля 1885, Будапешт — 4 июня 1971, там же) — венгерский философ-неомарксист еврейского происхождения, литературный критик. Одна из ключевых фигур западного марксизма, основатель будапештской школы марксизма. Считается также одним из крупнейших представителей марксистского литературоведения XX века.
Творчество Лукача можно разбить на два периода: ранний, домарксистский — с 1909 по 1930 год; и марксистский период с 1930 по 1971 год. Лукач создал систему марксистской эстетики, которая отрицает необходимость политического контроля художественного самовыражения и отстаивает гуманистические принципы. Продолжал развивать марксову теорию отчуждения индивида в индустриальном обществе.

## Биография
Родился в состоятельной еврейской семье. Его отец, банкир Йожеф Лёвингер (József Löwinger, с 1891 года — Szegedi Lukács József, с 1901 года (получил потомственное дворянство) — József von Lukács, 1855—1928), родом из Сегеда; мать, Адель Вертхаймер (Wertheimer Adél, 1860—1917), уроженка Вены. Разговорным языком в семье был немецкий, так как мать Лукача так никогда и не освоила венгерский. В 1907 году семья приняла лютеранство.
После окончания протестантской гимназии изучал философию в университетах Будапешта, Берлина и Гейдельберга. Окончил отделение права Будапештского университета (1902—1906, защищался в Коложварском университете). Степень доктора философии в литературе (1909) за диссертацию «Форма драмы», защищался в Будапештском университете. С мая 1912 г. по 1918 г. жил в Гейдельберге.
Во время учёбы в Будапеште сблизился с социалистическими кругами, в частности с анархо-синдикалистом Эрвином Сабо, познакомившим Лукача с творчеством Жоржа Сореля, бывшего в начале века идейным вдохновителем многих левых и правых движений. С 1904 по 1908 принимал участие в работе театрального кружка, усилиями которого ставились пьесы величайших венгерских и зарубежных драматургов (в их числе были произведения Генрика Ибсена, Юхана Августа Стриндберга, Герхарта Гауптмана), направленные на привлечение в театр рабочих. Занимаясь в кружке, Лукач проявил себя как переводчик, режиссёр и собственно драматург.
В немецкий период сблизился с Георгом Зиммелем, Максом Вебером, Эрнстом Блохом. Уже тогда он казался современникам значительной величиной — считается, что Томас Манн взял его в качестве прототипа для образа католического реакционера еврейского происхождения Нафты в «Волшебной горе». Часть бумаг Лукача этого периода были сданы им в 1917 году в сейф Немецкого банка и только в 1973 году неожиданно обнаружены.

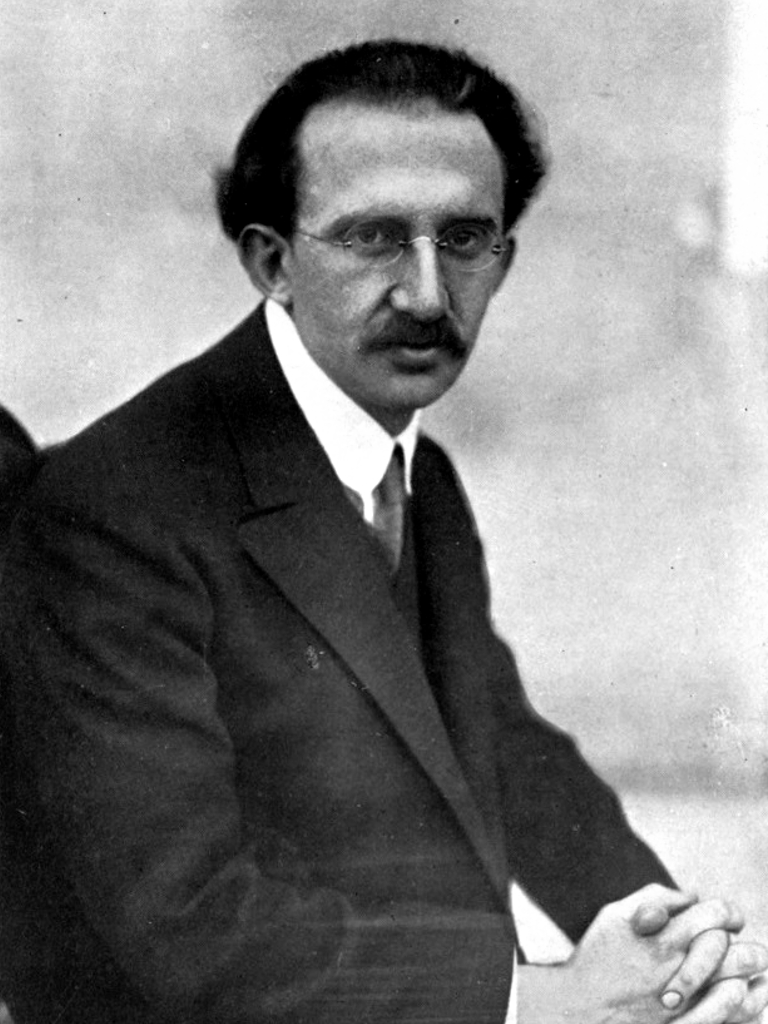
Дьёрдь Лукач в революционном 1919 году

В 1914 году женился на русской студентке Елене Андреевне Грабенко, бывшей эсерке. Развод последовал через четыре года: «Семейное счастье Лукача с российской бомбометательницей оказалось недолговечным. Елена вскоре заводит роман с душевнобольным музыкантом, образуется треугольник». В 1919 году женился на Гертруд Бортштибер (Jánossyné Bortstieber Gertrúd; ум. 1963), с которой прожил более сорока лет. Усыновил троих её детей от её прежнего мужа (носили фамилию Яноши, включая будущего астрофизика Лайоша Яноши), собственных детей не имел.
После 1-й мировой войны Лукач вышел из кружка Вебера и занял интернационалистическую позицию. Большое влияние оказала на него Октябрьская революция в России. В 1918 году под влиянием Белы Куна вступил в Коммунистическую партию Венгрии. В 1919 году был заместителем, и. о. наркома просвещения Венгерской советской республики, комиссаром венгерской Красной армии.
После падения республики эмигрировал в Вену, где жил в 1919—1929 годах. Участвовал в подпольной деятельности Коммунистической партии Венгрии. Член ЦК КПВ в 1919—1921 и 1926—1930. В 1928 году был избран генеральным секретарём ЦК КПВ, но вскоре снят с этого поста Исполкомом Коминтерна за правый уклон.
В 1929—1945 годах жил в Москве, с перерывом на 1931—1933 годы, когда находился в Германии. Вступил в Союз писателей СССР. Вот как аттестовал Лукача секретарь партячейки Института Маркса и Энгельса на заседании Комиссии ЦКК ВКП(б) по проверке и чистке рабочих и служащих от 5 марта 1931 года Ф. Ф. Козлов:
«Попал сюда недавно. Околачивался то в одной, то в другой комнате. Долго был без дела. Вообще он философ, но Деборин его как философа не приемлет, посадить его в философский кабинет невозможно. Пытались организовать специальный кабинет „Философии истории“, в конце концов Лукач приютился в кабинете Маркса, где заведовал Рязанов. Политическая позиция несомненно с правыми моментами <…> Как философ он известен как уклонист (!)».
Летом 1941 года арестован вместе с Ласло Рудашем и два месяца провёл в тюрьме. Оба были выпущены по ходатайству Георгия Димитрова, знавшего Лукача по Вене .
Зимой 1942 года в Институте философии АН СССР защитил свою работу «Молодой Гегель» как докторскую диссертацию. Сотрудничал с Коммунистической академией и журналом «Литературный критик». Михаил Лифшиц утверждал, что в эти годы оказал большое влияние на эволюцию взглядов Лукача.
В эти годы Лукачем были написаны работы, собранные в сборнике «Литературные теории XIX века и марксизм» (1937), а также «К истории реализма» (1939), «Исторический роман», «Гёте и его эпоха», «Молодой Гегель» и другие.

### Возвращение в Венгрию
В 1945 году доктор философских наук Лукач возвратился в Венгрию. Был членом Всемирного совета мира с 1950 года. В 1946—1958 годах профессор Будапештского университета. Депутат Гос. собрания ВНР в 1949—1951 и 1953—1957 годов. Член Венгерской АН (1949, член-корреспондент с 1948).
Во время Венгерского восстания 1956 года был министром культуры в правительстве Имре Надя, за что впоследствии был исключён из партии (в 1967 году восстановлен). 1—7 ноября 1956 член Временного руководства ВСРП. После подавления восстания скрывался в посольстве Югославии, был выманен и интернирован в Румынию, возвратился в Венгрию в апреле 1957 года.
В 1950-х годах Лукач продолжал работу в области марксистской эстетики, систематическое изложение которой привёл в книге «Специфика эстетического» (1963). В двух первых томах этой работы содержится анализ принципов реализма в искусстве с позиции теории отражения. Эти взгляды Лукача вызвали критику со стороны Франкфуртской школы, Роже Гароди и других.
В начале 1960-х высоко оценил А. Солженицына как автора произведений, «сокрушивших бастионы сталинизма».

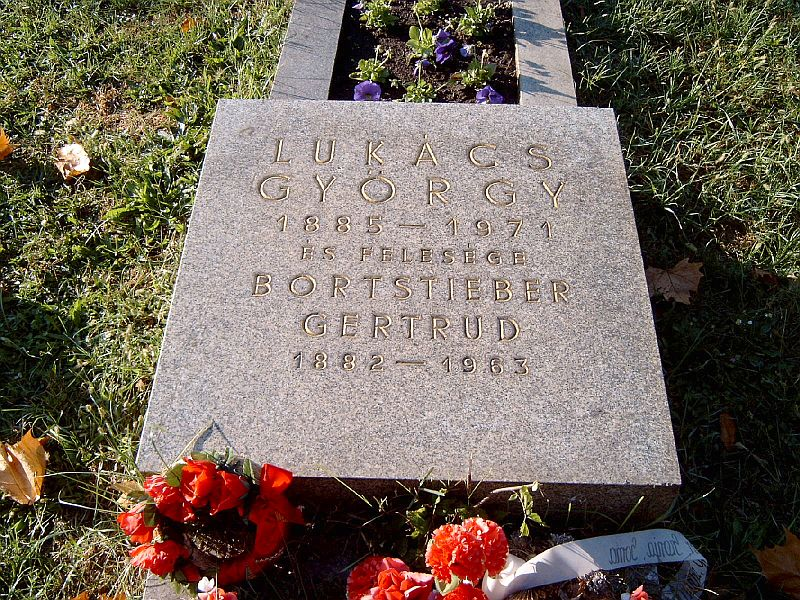
Надгробие

Лукач умер в 1971 году в Будапеште от рака лёгких.

## Будапештская школа
Хотя в конце жизни у Лукача было много учеников, которых иногда объединяют под общим термином «Будапештская школа» (Агнеш Хеллер, Дьёрдь Маркуш, Ференц Фехер, Михай Варга), и они продолжали философские поиски учителя в русле неортодоксального марксизма, но после смерти Лукача все ключевые представители Будапештской школы отреклись не только от него, но и вообще от марксистских идей. Большинство из них, лишённые возможности преподавать в Венгрии, эмигрировали в Австрию, где окончательно встали на позиции социал-либерализма. Агнеш Хеллер, дольше других сохранявшая преданность левой идее, за последнее десятилетие перешла к неолиберализму и неоконсерватизму. Однако бежавшие в Великобританию ещё после подавления восстания 1956 года ученики Лукача Иштван Месарош и покойный Миклош Крашшо остались леворадикальными марксистами.

## Премии и награды
- Премия имени Баумгартена (1946)
- Дважды Премия имени Кошута (1948, 1955)
- Орден Красного Знамени (1969)[31]
- Медаль «В ознаменование 100-летия со дня рождения Владимира Ильича Ленина» (1970)
- Премия Гёте (1970)

## Основные работы
- Душа и формы (1910)
- История развития современной драмы (1912)
- Теория романа (1920)
- История и классовое сознание (1923) — где «выдвинул на первый план тезис о целостности. Настаивал, что решающее отличие марксизма от буржуазной мысли не в том, что при объяснении исторического процесса главная роль отдается экономическим мотивам… Самое важное — категория целостности. В ней сущность метода. Его революционное начало»[32].
- Ленин: очерк взаимосвязи его идей (1924)
- Литературные теории XIX века и марксизм (1937)
- К истории реализма (1939)
- Исторический роман
- Гёте и его эпоха
- Молодой Гегель
- Специфика эстетического (1963)
- Разрушение разума (1954) — переиздана с предисловием Энцо Траверсо издательством Verso в 2021 году[33]

## Книги на русском
- Литературные теории XIX века и марксизм. М., 1937.
- К истории реализма. М., 1939.
- Борьба гуманизма и варварства. Ташкент: Гос. изд. УзССР, 1943.
- Своеобразие эстетического. М.: Прогресс, 1т.-1985, 2т.-1986, 3т.-1986, 4т.-1987.
- Молодой Гегель и проблемы капиталистического общества. М.: Наука, 1987.
- Лукач Д. Ленин. Исследовательский очерк о взаимосвязи его идей / Авт.вступ.статей С.Н.Земляной. — М.: Междунар. отношения, 1990. — 141 с. — ISBN 5-7133-0356-X.
- Лукач, Д. Письмо Альберто Кароччи  (недоступная ссылка с 26-05-2013 [4437 дней] — история, копия) // Философские науки. — 1989. — № 6. — С. 102—104.
- Лукач, Д. По поводу дебатов между Китаем и Советским Союзом  (недоступная ссылка с 26-05-2013 [4437 дней] — история, копия) // Философские науки. — 1989. — № 6. — С. 105—111.
- Лукач, Д. Демократическая альтернатива сталинизму  (недоступная ссылка с 26-05-2013 [4437 дней] — история, копия) // Коммунист. — 1990. — № 14. — С. 34-46
- Лукач Д. К онтологии общественного бытия. Пролегомены  (недоступная ссылка с 26-05-2013 [4437 дней] — история, копия) / Д. Лукач; Пер. с нем. И. Н. Буровой, М. А. Журинской; Общ. ред. и вступ. ст. И. С. Нарского, М. А. Хевеши. М.: Прогресс, 1991. 410 с.
- История и классовое сознание. Исследования по марксистской диалектике. М.: Логос-Альтера, 2003.
- Лукач, Г. Буржуазность и l’art pour l’art: Теодор Шторм (PDF) // Логос. — 2006. — № 1. — С. 116—137.
- Политические тексты. М.: Три квадрата, 2006. ISBN 5-94607-067-3
- Лукач, Д. Хвостизм и диалектика // Проблемы политической философии: переводы, комментарии, полемика. Ростов-на-Дону: Ростиздат, 2012.
- Дьёрдь Лукач. Прожитые мысли: Автобиография в диалоге. СПб., 2019
- Лукач Г. (Дьёрдь). О реализме. Common Place, 2025, 240 с. ISBN 978-999999-1-88-9

## О Лукаче
Лукач считал, что моральность коммуниста состоит в том, что он берет на себя грехи мира (начиная с жестокости в классовой войне, и кончая ложью и самооговором), но лишь для того, чтобы спасти мир, чтоб будущие поколения жили в таком мире, где не нужно грешить. Члены кружка Лукача даже говорили: «мы, коммунисты, распинаем Христа, чтоб могло свершиться Его предназначение на Земле».
Н. А. Бердяев в книге «Истоки и смысл русского коммунизма» (М., 1990, с. 82, 87) назвал Лукача, «самым умным из коммунистических писателей».
М. А. Лифшиц о жизненном пути Лукача:
«Я помню, с каким двойственным чувством рассказывал мне Лукач о своей гайдельбергской резиденции, полной драгоценных книг и художественных произведений. Весь этот изысканный, совершенный, духовно тонкий быт он не задумываясь оставил, все отдал коммунистической партии, став простым солдатом революции.
Лукач последовательно и до конца отказался от всех прежних возможностей, хотя у него в отличие от многих, в том числе многих гонителей его, было чем жертвовать и что терять. В его лице, мне кажется, европейская левая интеллигенция начала века, времен Зиммеля и его кружка, совершила самое большее из всего, что могла совершить. Он порвал с тем ограниченным в морально-политическом отношении горизонтом, который сделал, скажем, Блоха — Блохом, Поппера — Поппером и Хайдеггера — Хайдеггером. Сочинить какую-нибудь особенную интеллектуальную позу и всю жизнь её придерживаться в разных аспектах, варьируя различным образом (подобно тому как современные художники-модернисты, открыв для себя какую-то манеру, постоянно её повторяют на разные лады), Лукачу было бы нетрудно. Он мог бы сделать это без труда, но предпочел порвать со своей средой и присоединиться к новому миру, сначала как неофит-иконоборец, потом как мыслитель, поднявшийся на уровень понимания ленинизма.
Я не знаю, достаточно ли уместно будет такое сравнение, но в моих глазах мой покойный друг был, так сказать, образованным римлянином, примкнувшим к движению народов, зная заранее, что ему не раз придется говорить, подобно одному историческому герою другой эпохи: „Святая простота!“ Он знал, что такое быть буржуазным профессором, он и был буржуазным профессором, но по чисто внутренним моральным мотивам предпочел любые испытания по эту сторону исторического порога любой перспективе снова стать буржуазным профессором или чем-нибудь в этом роде».

М. А. Лифшиц о литературном стиле Лукача:
«Лукач — масса философских слов и оборотов, но нет контроля над основной мыслью, которая уходит бог весть куда и удерживается только общими местами, часто воспоминаниями о „диамате“»
Из записок М. А. Лифшица о Лукаче:
«На вопрос о том, как ему удалось столько пережить, Лукач ответил: «Ich habe keine Seele» («У меня нет души»)»
Согласно Р. Арону он - «последний выдающийся интерпретатор марксизма».